# Teresa Catalán
Teresa Catalán Sánchez (Pamplona, 12 de abril de 1951) es una compositora española y catedrática Emérita del Real Conservatorio Superior de Música de Madrid , doctora en Filosofía del Arte y ganadora del Premio Nacional de la Música en 2017[cita requerida].

## Trayectoria
Catalán realizó estudios musicales en el Conservatorio Pablo Sarasate de Pamplona donde se formó con maestros como Fernando Remacha, Luis Morondo, Juan Eraso, Luis Taberna y Pilar Bayona, y se tituló en Piano y Composición.
Fue alumna en los cursos estables de Sociología y Estética impartidos por Ramón Barce[cita requerida] y en los de Técnicas de Composición Contemporánea de Agustín González Acilu entre 1983 y 1986[cita requerida]. Asistió a cursos de perfeccionamiento en la Accademia Musicale Chigiana de Siena (Italia) con el compositor Franco Donatoni[cita requerida] y recibió lecciones magistrales de Luigi Nono[cita requerida], Samuel Adler[cita requerida], Yihzak Sadai[cita requerida], George Benjamin[cita requerida], Luca Lombardi[cita requerida], Leo Brower[cita requerida] y Guy Reibel entre otros.
En 1985 fue cofundadora del Grupo de Compositores de Pamplona Iruñeako Taldea Musikagilleak. Cinco años después, en 1990, obtuvo por oposición la cátedra de Composición, Instrumentación y Formas Musicales, cargo que ejerció en el Real Conservatorio Superior de Música de Madrid. Como docente, dirigió trabajos doctorales en colaboración con distintas universidades, e imparte con regularidad cursos y conferencias en diferentes instituciones y entidades. También actúa frecuentemente como miembro del jurado en premios y concursos nacionales e internacionales de composición e interpretación.
Catalán realizó un Máster en Estética y Creación musical en 2000 y es doctora en Filosofía del Arte por la Universidad de Valencia desde 2005.
Es autora de varios libros, artículos y ponencias. Ha publicado algunas de sus composiciones en España y Alemania, que forman parte del programa de estudios en diferentes conservatorios. Es miembro del Consejo Estatal de las Artes Escénicas y de la Música, del Consejo Artístico de la Música y del Consejo del Teatro Real. También ha formado parte del Consejo Navarro de Cultura y es miembro electo de número de Jakiunde, la Academia de las Ciencias, las Artes y las Letras del País Vasco, Navarra y Aquitania desde 2015.
Como compositora, su obra se enmarca dentro de la música post-tonal, y la mayor parte de sus composiciones son instrumentales, tanto obras para piano como obras de cámara, teniendo también obras orquestales y corales. Ha recibido encargos de numerosos intérpretes y distintas instituciones nacionales e internacionales, entre otros: Radio Magyar de Budapest (Hungría), Foro Europeo de la Música (Frankfurt), Fundación D. Juan de Borbón (Segovia), Festival Internacional de Santander, Festival de Música Española (Cádiz), Festival Chopin de Valdemosa (Palma de Mallorca), Orquesta Sinfónica de Euskadi. Su obra ha sido programada en Festivales de distintos países en Europa y América; entre ellos, Italia, Alemania, Francia, Rusia, USA, Rumanía, Argentina, Hungría y Cuba.
Ganadora de varios premios de composición e interpretación, en 2017, el Ministerio de Educación Cultura y Deporte le concedió el Premio Nacional de la Música en la modalidad de composición. Y en 2018 fue nombrada Catedrática Emérita del Real Conversatorio Superior de Música de Madrid.
En 2021, con motivo de su 70 cumpleaños, la Fundación Baluarte la felicitó públicamente y anunció el estreno de la obra encargada a Catalán, El canto de Atenas, en otoño de ese año. Ese mismo año recibió el Premio Príncipe de Viana de la Cultura, galardón que otorga el Gobierno de Navarra.

## Obra (Selección)
- El Rapto de Europa (Quinteto).
- Elegía Nº 1, 2, 3 y 4 (Piano solo).
- La Danza de la Princesa (Ballet)/Printzesaren Dantza (Balleta) (Orquesta Sinfónica).
- Esparzas (Mezzo soprano, Violín, Viola, Violonchelo y Piano).
- Rondó para un mayorazgo (Flauta solista y Orquesta de cuerda).[18]
- Sine die (Clave).
- Zuhaitz (Mezzo soprano, Flauta y Piano).
- Azul (Orquesta Sinfónica).

## Publicaciones (Selección)
- Sistemas compositivos temperados en el siglo XX (2ª edición). Valencia: Institució Alfons el Magnánim, 2012.
- Música no tonal. Las propuestas de E. Falk y E. Krenek. Catalán, Teresa; Fernández Vidal, Carme. Valencia: Universidad de Valencia, 2012.
- Música: tiempo y memoria. En: Investigar en los dominios de la música. Valencia: Real Academia de Bellas Artes de Valencia, 2011.
- La maternidad transferida al arte. Cádiz: Papeles del Festival de música española de Cádiz, 2006.

## Premios y reconocimientos (Selección)
- 2022 - Premio Eusko Ikaskuntza - Laboral kutxa de humanidades, cultura, artes  y ciencias sociales[19]
- 2021 - Medalla de Oro al Mérito en las Bellas Artes[20][21]
- 2021 - Premio Príncipe de Viana a la Cultura.[17]
- 2017 – Premio Nacional de Música en la modalidad de Composición.[12][22][13][14]
- 2011 – Condecorada con la Encomienda de la Orden del Mérito Civil.[23]
- 1998 - Premio Sabina de Plata.[24]
- 1985 - Premio Año Europeo de la Música de Composición Musical (Departamento de Educación y Cultura del Gobierno de Navarra).[25]